# ولسمس اسرتس
ولسمس اسرتس (به فرانسوی: Velesmes-Essarts) یک کمون در فرانسه است که در Canton of Boussières واقع شده‌است.

## خصوصیات
ولسمس اسرتس ۲٫۹۲ کیلومترمربع مساحت و ۳۱۸ نفر جمعیت دارد.